# Distanza di luminosità
In astronomia la distanza di luminosità di un corpo celeste (DL) è la sua distanza definita sulla base della sua magnitudine apparente (m) e della magnitudine assoluta M. Dato che la relazione fra magnitudine assoluta e magnitudine apparente è data dalla seguente equazione:
{\displaystyle M=m-5(\log _{10}{D_{L}}-1)\!\,}
risolvendo per DL si ottiene:
{\displaystyle D_{L}=10^{{\frac {(m-M)}{5}}+1}}
dove DL è espressa in parsec.
Un altro modo di esprimere la distanza di luminosità è attraverso la relazione fra flusso e luminosità, che è regolata dalla seguente equazione:
{\displaystyle F={\frac {L}{4\pi D_{L}^{2}}}}
dove F è il flusso in W·cm−2 e L è la luminosità in W, oppure dove F è il flusso in  erg·s−1·cm−2 e L la luminosità in erg·s−1. Ciò dato, la distanza di luminosità può essere espressa nel modo seguente:
{\displaystyle D_{L}={\sqrt {\frac {L}{4\pi F}}}}
Per oggetti relativamente vicini, come quelli presenti nella Via Lattea, la distanza di luminosità rappresenta una buona approssimazione della naturale nozione di distanza in uno spazio euclideo. Per oggetti molto distanti, come i quasar, questa approssimazione non è più valida in quanto la magnitudine apparente dell'oggetto è influenzata dalla curvatura dello spaziotempo, dal redshift e dalla dilatazione del tempo. Per ottenere la distanza reale dell'oggetto in questi casi la distanza di luminosità deve essere corretta.